# Erwin Geschonneck
Erwin Geschonneck, född 27 december 1906 i Bartenstein, Kejsardömet Tyskland (nu Bartoszyce, Polen), död 12 mars 2008 i Berlin, Tyskland, var en tysk skådespelare. Geschonneck kom efter andra världskrigets slut att bli en av de mest uppmärksammade skådespelarna som verkade i DDR och gjorde många huvudroller för filmbolaget DEFA. Efter Berlinmurens fall 1989 medverkade han endast i en TV-film 1995.
Eftersom han var medlem av Tysklands kommunistiska parti sedan 1929 var han internerad i olika koncentrationsläger under NSDAPs maktinnehav. Han var en av de flera tusen fångarna ombord på fartyget S/S Cap Arcona då det under felaktiga premisser bombades och sänktes av Royal Air Force i maj 1945, men lyckades överleva. Geschonneck var politiskt övertygad hela sitt liv. Under DDRs existens var han medlem av Tysklands socialistiska enhetsparti, och sitt sista levnadsår var han medlem av Die Linke.

## Filmografi i urval
- 1947 – Autostrada
- 1949 – Vi har funnit varandra
- 1950 – Das kalte Herz
- 1951 – Das Beil von Wandsbek
- 1963 – Karbid und Sauerampfer
- 1967 – Ein Lord am Alexanderplatz
- 1973 – Brandmannagatan 25
- 1975 – Bankett för Achilles